# 大地と自由
『大地と自由』（Land and Freedom）は、1995年公開のイギリス・スペイン合作映画。スペイン内戦を舞台として、ジョージ・オーウェルの『カタロニア讃歌』を思わせる設定となっている。
1995年度のカンヌ国際映画祭において、国際批評家賞を受賞した。
VHS邦題は『ランド・アンド・フリーダム/大地と自由』。

## あらすじ
現代のイギリス。デヴィッド・カーは孫娘に見取られながら、息を引き取る。残された孫娘は祖父の遺品を整理するうち、祖父がスペイン内戦に義勇兵として参加していたことを知る。
1936年、失業中のグレートブリテン共産党員、デヴィッド・カーはスペインにおける人民戦線とファシストとの戦いを知り、人民戦線を守る戦いに身を投じることを決意する。スペインに密入国したデヴィッドは、列車内で知り合ったベルナール・グジョンの勧めでPOUM(マルクス主義統一労働者党)系の民兵隊に志願する。アイルランド人のクーガン率いる部隊に配属されたデヴィッドは戦いの中で勇敢な兵士へと成長するが、とある村を解放する戦いでクーガンの戦死を目の当たりにする。デヴィッドは自分に落ち度があったのではないかと自分を責めるが、クーガンの恋人・ブランカはクーガンの戦死後も気丈に振舞う。そんなブランカの強さにデヴィッドは次第に惹かれていった。
そのころ、人民戦線内部ではスターリン主義者が勢力を伸ばしていた。民兵内では、スターリン主義者に同調して武器や援軍を得るか、これまでのような自由を維持するためにスターリン主義者とは距離を置くか、意見が対立していた。武器や規律の重要性を強調するローレンスはスターリン主義者との協調を説き、デヴィッドも一度はそれに賛同するが、結局、武器や援軍より自由を選ぶ。しかし、銃の暴発によりデヴィッドは負傷し、バルセロナで休養することとなる。そこで、デヴィッドは駆けつけたブランカと恋に落ちるが、デヴィッドが共産党員としての義務感からスターリン主義者系の国際旅団に加わったことを知ると、ブランカはデヴィッドの下を去る。
しかし、国際旅団に参加したデヴィッドが目にしたのはファシストよりも人民戦線内の非共産党系勢力の掃討に血道をあげるスターリン主義者の姿であった。ある日、スターリン主義者の将校たちが民兵たちを愚弄する姿を見たデヴィッドはバルセロナを去って、かつて自分が属した民兵隊に戻っていく。しかし、人民戦線内で孤立した民兵たちに残されていたのは武器も援軍もない中での絶望的な戦闘であった…。

## 主な登場人物
- デヴィッド・カー：イアン・ハート

イギリス共産党員。スペイン内戦の現実を知って、人民戦線に味方するべくスペインに渡る。ひょんなことから、非スターリン主義的なPOUMに参加するが、それゆえ、共産党の公式見解と自由なPOUMの考えのどちらを信じるべきか苦悩する。
- ブランカ：ロザナ・パストール

デヴィッドが属した民兵部隊の女性。隊長のクーガンの恋人だったが、クーガンの死後、デヴィッドと恋に落ちる。筋金入りの非スターリン主義者で、デヴィッドが国際旅団に入隊すると、デヴィッドの下から去った。スターリン主義者率いる部隊に射殺される。
- ローレンス：トム・ギロイ

デヴィッドが属した民兵部隊の兵士。人民戦線の置かれた立場や、武器や規律の必要性からスターリン主義者と協調する必要性を説き、POUMから離れる。後にスターリン主義者率いる部隊の将校となり、デヴィッドたちに武装解除を命じる。
- クーガン：マーク・マーティネス

デヴィッドが所属する民兵部隊の隊長。元IRA。隊員の人望が厚く、勇敢な兵士だったが、とある村を解放する戦いで、デヴィッドと口論になっている最中にファシストに射殺される。
- ベルナール・グジョン：フレデリック・ピエロ

デヴィッドが属した民兵部隊の兵士。列車内でデヴィッドと知り合い、その意気に応じてPOUMに紹介する。